# تحلية المياه فى الكويت

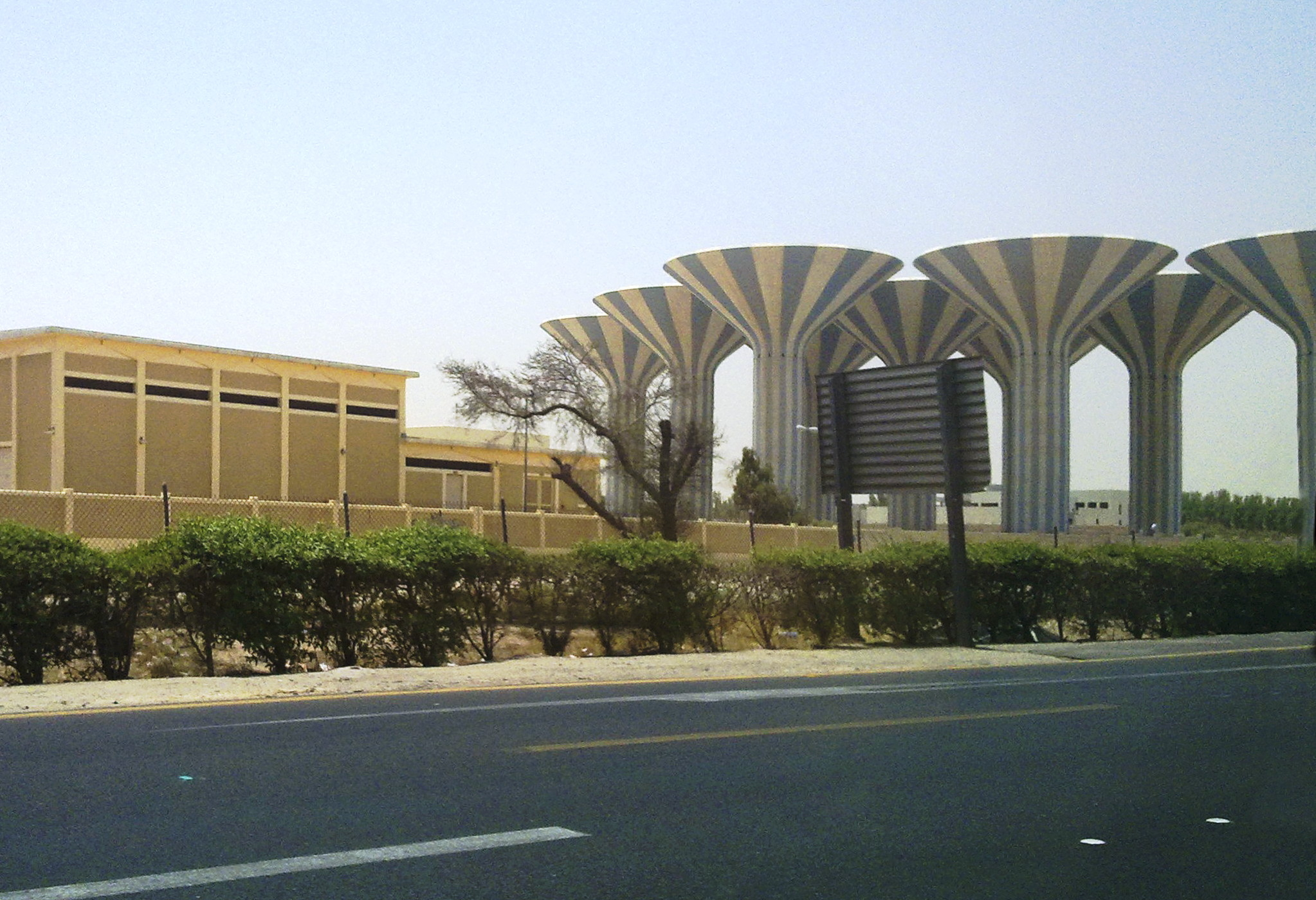
البنية التحتية للمياه في الكويت

تحلية مياه البحر في دولة الكويت تمثل المصدر الرئيسي لتوفير مياه الشرب وتلبية جميع الإحتياجات من المياه العذبة، وذلك نظرًا لندرة وجود موارد مائية طبيعية مثل الأنهار أو البحيرات. وتعتبر الكويت الدولة الأولى عالميًا التي اعتمدت على التحلية على نطاق واسع عندما بدأ تشغيل أول محطة تحلية في ميناء الأحمدي وذلك عام 1951.

## الموارد المائية
تفتقر الكويت إلى الموارد المائية السطحية مثل الأنهار أو البحيرات الدائمة، وتعتمد على عدة مصادر رئيسية لتوفير المياه، أبرزها:
- المياه الجوفية: والتي تتواجد بكميات محدودة وغالبًا ما تكون مالحة أو قليلة الملوحة، ويتم معالجتها عبر تقنيات مثل التناضح العكسي، الترشيح، الجرعات الكيميائية، والتعقيم بالأشعة فوق البنفسجية.
- المياه المحلاة: وتمثل المصدر الأساسي لمياه الشرب والاستخدامات المنزلية في البلاد.
- المياه العادمة المعالجة: تستخدم في الري وبعض الأغراض الصناعية بعد معالجتها، وقد بلغت كمية المياه العادمة المنتجة في عام 1994م حوالي 119 مليون متر مكعب، تمت معالجة ما يقارب 103 مليون متر مكعب منها. وأعيد استخدام حوالي 52 مليون متر مكعب في أغراض الري، بينما تم تصريف الجزء المتبقي إلى البحر.[4]

## تاريخ المحطات والسعة الإنتاجية
تمتلك الكويت حاليا ثمانية محطات لتحلية المياه موزعة على الساحل، باستخدام تقنيات منها التقطير الومضي متعدد المراحل والتناضح العكسي، وتبلغ السعة الإنتاجية الإجمالية حوالي 3.11 مليون متر مكعب يوميًا.تم إنشاء أول محطة لتحلية المياه في الكويت عام 1951م بطاقة إنتاجية بلغت نحو 4545 مترًا مكعبًا يوميًا. ومع مرور العقود توسع القطاع ليشمل ست محطات بحلول عام 1994 بطاقة إجمالية وصلت إلى نحو 950,000 متر مكعب يوميًا. وقد بلغ إجمالي إنتاج المياه المحلاة في عام 1993 حوالي 231 مليون متر مكعب. وللحصول على مياه عذبة صالحة للشرب، يتم خلط المياه المقطرة بالمياه الجوفية منخفضة الملوحة بنسبة 8:1.
| التسلسل | اسم المحطة       | موقع المحطة                                    | سنة التشغيل | التقنية المستخدمة                            | السعة الإنتاجية السنوية |
| ------- | ---------------- | ---------------------------------------------- | ----------- | -------------------------------------------- | ----------------------- |
| 1       | الشعبية الجنوبية | منطقة الشعبية الصناعية بالقرب من مصفاة الشعبية | 1971        | التقطير الومضى متعدد المراحل                 | 36.71مليون متر مكعب     |
| 2       | الدوحة الشرقية   | منطقة الدوحة بالقرب من ميناء الدوحة            | 1978        | التقطير الومضى متعدد المراحل                 | 56.04مليون متر مكعب     |
| 3       | الشيوخ           | منطقة الشيوخ بالقرب من ميناء الشيوخ            | 1982        | التقطير الومضى متعدد المراحل والتناضح العكسي | 48.13مليون متر مكعب     |
| 4       | الدوحة الغربية   | منطقة الدوحة بالقرب من ميناء الدوحة            | 1083        | التقطير الومضى متعدد المراحل والتناضح العكسي | 129.91مليون متر مكعب    |
| 5       | الزور الجنوبية   | منطقة الزور جنوب دولة الكويت                   | 1988        | التقطير الومضى متعدد المراحل والتناضح العكسي | 101.79مليون متر مكعب    |
| 6       | الصبية           | منطقة الصبية شمال دولة الكويت                  | 2006        | التبخر متعدد التأثير                         | 116.93مليون متر مكعب    |
| 7       | الشعبية الشمالية | منطقة الشعبية الصناعية بالقرب من مصفاة الشعبية | 2011        | التقطير الومضى متعدد المراحل                 | 38.04مليون متر مكعب     |
| 8       | الزور الشمالية   | منطقة الزور شمال دولة الكويت                   | 2016        | التقطير الومضى متعدد المراحل والتناضح العكسي | 30.97مليون متر مكعب     |

## الخطط المستقبلية
تسعى الدولة إلى اعتماد تقنيات أكثر كفاءة وربطها باستخدام الطاقات المتجددة، حيث تسعى لإنشاء محطة تحلية مياه تعمل بالطاقة الشمسية وذلك بسعة لا تقل عن 50 ألف متر مكعب في اليوم أو يزيد.كما يتم السعي لدراسة تقنية مبتكرة تقوم على ترابط التناضح المباشر والتوربينات الغازية، ومن المتوقع أن توفر هذه التقنية للدولة حوالى 350 ألف برميل من النفط والتى تقوم انظمة التحلية التقليدية باستهلاكها يوميا.
تحتل الكويت المرتبة الأولى على مستوى الوطن العربي، والمرتبة السادسة عالميا في جودة المياه. كما تحتل المرتبة الثالثة على مستوى الخليج العربي، والرابعة عالميا في إنتاج المياه عبر محطات التحلية.

## السياق الدولي
تشير تقارير البنك الدولي إلى أن أكثر من 80 دولة تعاني من نقص في الموارد المائية، وأن نحو ملياري إنسان حول العالم يفتقرون إلى مياه شرب نظيفة. وتعد الكويت من بين الدول التي تعتمد بشكل شبه كامل على تحلية مياه البحر لتلبية احتياجاتها المائية.